# Шукшинский кинофестиваль
Шукши́нский кинофестива́ль — всероссийский кинофестиваль, проходящий в рамках ежегодного фестиваля «Шукшинские дни на Алтае», посвященного памяти В. М. Шукшина. Проводится ежегодно, в июле, показы фильмов проходят в столице Алтайского края — Барнауле, на родине Шукшина — в селе Сростки, а также различных городах края.

## Предыстория
Фестиваль «Шукшинские дни на Алтае» проводится с 1976 года по инициативе Алтайской писательской организации. Тогда в кинотеатре «Катунь» села Сростки прошёл показ фильма Шукшина «Странные люди». В дальнейшем мероприятия стали проводиться регулярно под названием «Шукшинские чтения», однако со временем фестиваль перерос чисто литературные рамки: в 1983 году состоялся первый праздник народного музыкального творчества, в 2003 году прошёл фестиваль бардовской песни, в 2012 году состоялся театральный фестиваль «Театральная околица», проходили и показы фильмов, научно-практические конференции, семинары, спортивные состязания и иные мероприятия, так что мероприятие сменило название с сугубо литературного на более широкое - «Шукшинские дни на Алтае».

## Фестиваль
Кинофестиваль как часть общей программы «Шукшинских дней на Алтае» проходит с 1999 года. Традиционно кинофестиваль открывается в Барнауле, а завершается на родине Шукшина в селе Сростки. В мероприятии принимают участие как известные фильмы именитых режиссёров, так и малоизвестные картины, отличающиеся неординарностью творческого замысла, посвящённые духовным поискам русского человека. В жюри входят режиссёры, операторы, киноведы, члены Союза кинематографистов России. Программа кинофестиваля включает основной конкурс — полнометражное игровое кино, конкурс короткометражного игрового кино, внеконкурсные показы и ретроспективный показ российских фильмов, презентации кинопроектов, мастер-классы и творческие встречи гостей и авторов со зрителями.
С 2007 года Шукшинский кинофестиваль получил статус всероссийского. В 2008 году фестиваль обрёл лозунг — «Нравственность есть Правда». С 2013 года в конкурсной программе, помимо российских, участвуют также фильмы режиссёров ближнего зарубежья, также впервые прошли показы документального и студенческого кино, для которых в 2014 году появилась отдельная конкурсная программа. Гости фестиваля отмечали, что для начинающих режиссёров Шукшинский кинофестиваль — хорошая путёвка в жизнь, и проходящие в рамках фестиваля показы, питчинги, встречи «дают возможность молодым кинематографистам расти, развиваться и создавать кино».
В 2020 году из-за пандемии коронавирусной инфекции кинофестиваль был перенесён с лета на осень, показы проводились в Барнауле на площадках под открытым небом, церемонии открытия и закрытия проводились в онлайн-формате, при этом практически все иные мероприятия «Шукшинских дней» были отменены полностью.
С 2007 года главным призом Шукшинского фестиваля является уменьшенная копия знаменитой «Царицы ваз», хранящейся в Эрмитаже, работы Колыванского камнерезного завода.

## Обладатели главного приза
- «В той стране» (1999)[1];
- «Вместо меня» (2000)[1];
- «Завещание императора» и «Завещание императрицы» (2001)[1];
- «Звезда» (2002)[1];
- «Шик» (2003)[1];
- «Возвращение» (2004)[1];
- «Бабуся» (2005)[1];
- «Итальянец» (2006)[1];
- «Остров» (2007)[1];
- «Живи и помни» (2008)[1];
- «Верую!» (2009)[1];
- «Воробей» (2010)[1];
- «Суходол» (2011)[1];
- «Дом ветра» (2012)[1];
- «Дочь» (2013)[1];
- «Если все…» (2013)[1]
- «В ожидании моря» (2014)[1];
- «Территория» (2015)[9];
- «Я — Учитель» (2016)[10];
- «Золотая рыбка» (2017)[11];
- «Карп отмороженный» (2018)[12];
- «Надо мною солнце не садится» (2019)[13][14];
- «Залиния» (2020)[15][16];
- «История одной картины» (2021)[17];
- «Живы ли вы?» (2022)[18];
- «Не хороните меня без Ивана» (2023)[19].

Режиссёр Лидия Боброва является трехкратным победителем Шукшинского кинофестиваля. Она получала награду в 1999, 2005, 2009, причём в 2009 году за фильм «Верую!», снятый по мотивам произведений Василия Шукшина.
Режиссёр из Якутии Любовь Борисова является двукратным победителем кинофестиваля, она получала главный приз в 2019 и 2023 годах.